# Historiemaleri
Historiemaleri er en genre indenfor malerkunsten, der viser historiske hændelser, bibelske og mytologiske scener, samt fortællinger fra antikkens litteratur. Fra 1600-tallet og frem til slutningen af 1800-tallet herskede der et klart defineret hierarki inden for kunsten: historiemaleriet regnedes for det mest prestigefyldte. Denne rangering skyldtes de særligt store krav, der stilledes til en god historiemaler. Kunstneren skal for det første fortolke det oftest skriftlige forlæg og omsætte det til billedsprog. Dernæst skal han komponere en fremstilling, der kan fænge beskuerens sind og sanser. 

## Danske historiemalere
Blandt danske kunstnere, der arbejdede med genren, er de nedenstående udvalgte blandt de mest kendte:
- Hendrik Krock: Bl.a. værker på Rosenborg Slot og Kancellibygningen.
- Johan Mandelberg: Værker på det første Christiansborg Slot.
- C.A. Lorentzen: Arbejdede blandt andet på udsmykningen af det første Christiansborg Slot, hvis billedprogram også omfattede historiemalerier. Lorentzens mest kendte historiemaleri er Dannebrog falder fra himlen, malet 1809.
- Nicolai Abildgaard: Primært værker med motiver fra græsk mytologi, men også serien de oldenborgske konger på det første Christiansborg.
- Otto Bache: Deltog i udsmykningen af det genopførte Frederiksborg Slot, hvortil han udførte kendte værker som "De sammensvorne rider fra Finderup" og "Christian IV's kroningstog"
- Carl Bloch: Var ligeledes tilknyttet udsmykningensarbejderne på Frederiksborg. Mest kendte værk er "Christian II i fængslet på Sønderborg Slot "
- Wilhelm Marstrand: Udførte udsmykningen af Christian 4.'s kapel ved Roskilde Domkirke, hvor det mest kendte værk er "Christian IV på Trefoldigheden".